# Дім з прислугою (телесеріал, 2019)
Дім з прислугою (англ. Servant) — американський психологічний телесеріал у жанрі горор режисера М. Найта Ш'ямалана. Перший сезон вийшов на екрани 28 листопада 2019 року. Напередодні прем'єри Apple повідомили про фільмування другого сезону телесеріалу, який згодом вийшов на екрани 15 січня 2021 року. Прем'єра третього сезону відбулася 21 січня 2022 року. Серіал продовжено на четвертий сезон, який стане фінальним для шоу. Прем'єра останнього сезону відбулася 13 січня 2023 року.

## Сюжет
Заможна пара з Філадельфії, Дороті та Шон Тернери, переживають проблеми у шлюбі після смерті їхнього тримісячного сина Джеріко. Після того, як Дороті переживає психоз, пара проходить тимчасову об’єктну терапію з використанням реалістичної ляльки-«реборна». Лялька, яку Дороті вважає її справжньою дитиною, стала єдиним, що вивело її з кататонії після смерті Джеріко. Через шість тижнів після його смерті вони найняли молоду няню Ліан, щоб вона переїхала до подружжя та доглядала за лялькою Джеріко, відкриваючи їхній дім «таємничій силі». У той час як Шон сам намагається справляється з горем, він починає у чомусь підозрювати Ліан.

## У ролях
| Актор                | Роль          | Опис                             |
| -------------------- | ------------- | -------------------------------- |
| Тобі Кеббелл         | Шон Тернер    | шеф-кухар                        |
| Лорен Емброуз        | Дороті Тернер | репортерка місцевого телебачення |
| Руперт Ґрінт         | Джуліан Пірс  | брат Дороті                      |
| Нелл Тайґер Фрі      | Ліан Ґрейсон  | молода няня з Вісконсина         |
| Джуліос Белфорд      | Джеріко       |                                  |
| Тоні Револорі        | Тобі          |                                  |
| Джерріка Гінтон      | Наталі Ґорман | подруга Дороті та терапевт       |
| Філіп Джеймс Браннон | Метью Роско   |                                  |
| Боріс Макгівер       | дядько Джордж |                                  |
| М. Найт Ш'ямалан     | кур'єр        |                                  |

## Список серій[8]
| Сезон | Епізоди | Епізоди | Оригінальний показ | Оригінальний показ |
| Сезон | Епізоди | Епізоди | Перший показ       | Останній показ     |
| ----- | ------- | ------- | ------------------ | ------------------ |
| 1     | 10      | 10      | 28 листопада 2019  | 17 січня 2020      |
| 2     | 10      | 10      | 15 січня 2021      | 19 березня 2021    |
| 3     | 10      | 10      | 21 січня 2022      | 25 березня 2022    |
| 4     | 10      | 10      | 13 січня 2023      | 17 березня 2023    |